# Amsteg
Amsteg är en ort i kommunen Silenen i kantonen Uri, Schweiz. Orten ligger vid floden Reuss och vattendraget Chärstelenbachs sammanflöde. På andra sidan Reuss går motorvägen A2.
Amsteg omnämndes som Stege år 1280 och hade år 1900 kring 325 invånare. Fram till år 1990 hade invånarantalet växt till 603. Strax norr om orten ligger borgruinen Zwing-Uri.